# Bé inferior
Bé inferior és, en les ciències de l'economia, un tipus especial de bé la demanda del qual respon de forma oposada als efectes d'ingrés (o renda) de com responen els béns normals: en augmentar l'ingrés d'un individu (mesurat com el salari nominal o l'ingrés per capita), aquest compra menor quantitat del bé o evita comprar-lo del tot. En efecte microeconòmic, llavors, un augment de la renda té com a efecte una menor quantitat demanada d'un bé inferior.
Un exemple clàssic de bé inferior és el transport públic (per exemple, busos, taxi o "col·lectiu"): en augmentar l'ingrés per capita, els individus tendiran a comprar el seu propi automòbil. Molts béns que tenen un comportament de preu de marca, com els automòbils i els electrodomèstics com televisors que no siguin béns de luxe, ja sigui pel seu ús excessiu o per les preferències del mercat, es comporten més com béns inferiors a mesura que passen temps en el mercat: un individu que l'any 2001 té un automòbil de l'any 1999, preferirà, en augmentar la seva renda l'any 2002, vendre el seu cotxe el 1999 i comprar-ne un el 2002 que comprar altre automòbil l'any 1999. Els menjars enllaunats o precongelats, donat el seu ús important en poblacions d'ingressos baixos o mitjos, es comporten com béns inferiors: els individus els ingressos dels quals pugen preferiran disposar de menjar de restaurant o d'un servei de criada domèstica.
Hom pot notar que un bé inferior veu augmentada la seva demanda com resposta al major ingrés disponible, i no com a resposta a una major quantitat de diners disponibles (liquiditat).